# Ахалкалакская, Кумурдойская и Карсская епархия

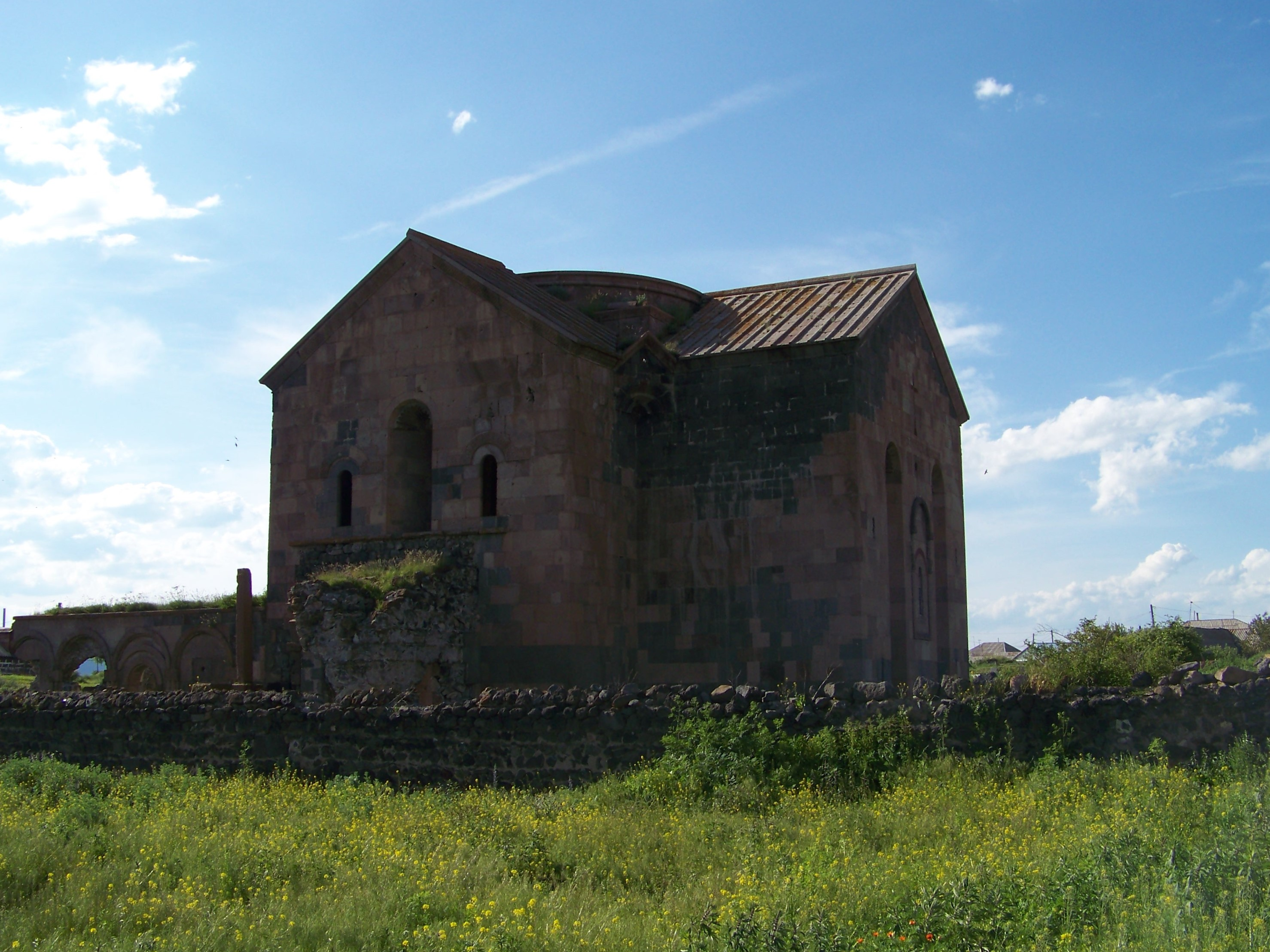
Храм в Кумурдо — один из самых больших храмов Грузинской Церкви в регионе.

Ахалкалакская, Кумурдойская и Карсская епархия (груз. ახალქალაქის, კუმურდოსა და კარის ეპარქია) — епархия Грузинской православной церкви на территории Ахалкалакского и Ниноцминдского муниципалитетов региона Самцхе-Джавахети

## История
В 1990-х годах согласно решению о восстановлении и обновлении епархий Грузинской Церкви в 1995 году была создана Борджоми-Ахалкалакская епархия в южной Грузии.
17 октября 2002 года было принято решение разделить Борджоми-Ахалкалакскую епархию на Борджоми-Бакурианскую и Ахалкалакско-Кумордойскую епархию. По решению Священного Синода Грузинской Православной Церкви епископом Ахалкалакским и Кумордойским стал архиепископ Николай (Пачуашвили), который отмечал в 2011 году: «здесь всего 3 % православного населения и особые условия для миссии. Сначала просто общался с детьми, с их родителями, с молодёжью и вскоре им самим стало интересно со мной встречаться».
30 апреля 2009 года Синод Грузинской православной церкви постановил ходатайствовать перед президентом Грузии о передаче Ахалкалакской и Кумурдойской епархии исторической Ахалкалакской крепости с прилегающей к ней территорией.
А 27 декабря 2018 года Синодом было принято решение, чтобы титул епарха был «Ахалкалакский, Кумурдойский и Карсский».